# Sultanat Sambas
Das Sultanat Sambas (Malaiisch: Kesultanan Melayu Sambas) war ein traditioneller Malaischer Staat an der Westküste der Insel Borneo, im Gebiet des heutigen Indonesien, mit der Hauptstadt Pontianak.

## Geschichte
Anfangs wurde das Staatsgebiet von Gouverneuren verwaltet; und erst 1609 wurde Sambas ein Königreich durch die Abkömmlinge von Regentin Sepudak. Sie verheiratete eine ihrer Töchter an Prinz Tengah, einen Sohn von Sultan Muhammad Hassan von Brunei, der später der erste und letzte Sultan von Sarawak für das Bruneiische Großreich war. Das Kind aus dieser Verbindung, Muhammad Saif ud-din I., wurde der erste muslimische Sultan von Sambas.
Sambas blieb unabhängig bis in die Zeit der Niederländischen Ostindien-Kompanie, als die Hauptstadt 1812 bombardiert wurde. Die Holländer übernahmen die Kontrolle 1819 und mischten sich häufig in Nachfolgeregelungen ein. Unter anderem veranlassten sie die Absetzung und Exilierung von Abu Bakar Taj ud-din II. nach Java.

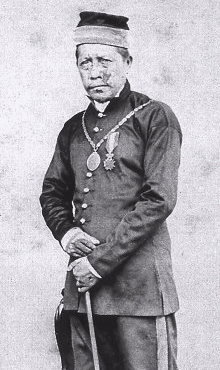
Umar Akam ud-din III., Sultan von Sambas 1854–1866

Der Staat war dennoch stabil und brachte starke, langlebige Regenten hervor, bis zur Eroberung durch die Japaner 1942. Sultan Muhammad Ibrahim Shafi ud-din II. wurde im Zuge des Pontianak Incident bei Mandor 1944 hingerichtet. Das Sultanat wurde daraufhin aufgehoben und durch ein japanisches Council ersetzt. Mit der Rückkehr der Holländer 1946 wurde es neu begründet. Der Sultan starb 1956, womit auch diese Linie endete.
Seit 1984 war Winata Kusuma von Sambas Oberhaupt der königlichen Familie. Er wurde 2000 als Sultan anerkannt und im Juli 2001 eingesetzt. Er starb 2008.

## Titel
Der Titel Sultan bedeutet übersetzt „Seine Hohheit“. Der Königsname lautet Sri Paduka al-Sultan Tuanku, worauf der persönliche Regierungsname folgt, ibni al-Marhum, und am Schluss die Titel des Vaters angehängt werden. Die Hauptfrau trägt den Titel Sri Paduka Ratu. Die Erbfolge folgt dem Erstgeburtsrecht, wobei die Söhne von königlichen Frauen ein Vorrecht gegenüber Söhnen von bürgerlichen Frauen haben.

## Herrscher
Panembahan Ratu (Könige/Königinnen) von Sambas:
- Timbang Paseban, 1600–1609
- Sepudak, 1609–1632
- Anom Kesumayuda, 1632–1670

Sultane von Sambas:
- Muhammad Shafi ud-din I., 1675–1685
- Muhammad Taj ud-din I., 1685–1708
- Umar Aqam ud-din I., 1708–1732
- Abu Bakar Kamal ud-din I., 1732–1764
- Umar Akam ud-din II., 1764–1786
- Achmad Taj ud-din II., 1786–1793
- Abu Bakar Taj ud-din I., 1793–1815
- Muhammad 'Ali Shafi ud-din I., 1815–1828
- Usman Kamal ud-din, 1828–1832
- Umar Akam ud-din III., 1832–1846
- Abu Bakar Taj ud-din II., 1846–1854
- Umar Kamal ud-din, 1854–1866
- Muhammad Shafi ud-din II., 1866–1924
- Muhammad 'Ali Shafi ud-din II., 1924–1926
- Muhammad Tayeb, Chief of Dewan Majelis Kesultanan Sambas 1926–1931
- Muhammad Ibrahim Shafi ud-din, 1931–1943
- Muchsin Panji Anom, Chief of Dewan Majelis Kesultanan Sambas 1946–1950

Königliche Familie
- Muhammad Taufik, Familienoberhaupt der königlichen Familie 1950–1984
- Winata Kusuma, Familienoberhaupt der königlichen Familie 1984–2000, Sultan 2000–2008
- Muhammad Tarhan, Familienoberhaupt der königlichen Familie seit 3. Februar 2008